# خولیو ایگلسیاس
خولیو ایگلسیاس (به اسپانیایی: Julio Iglesias) (زادهٔ ۲۳ سپتامبر ۱۹۴۳ در مادرید) خواننده، ترانه‌سرا، گیتاریست و فوتبالیست پیشین اسپانیایی است. خاندان پدریِ وی از گالیسیا می‌باشند. تابه‌امروز آثار او بیش از ۲۰۰میلیون نسخه فروش داشته‌است. برحسب اطلاعات ارائه‌شده از سوی شرکت موسیقی سونی، ایگلسیاس یکی از ده هنرمند پرفروش همهٔ زمان‌هاست.
او در دو دههٔ ۱۹۷۰ و ۱۹۸۰ میلادی، به‌خاطر ساخت و اجرای بالادهای عاشقانه و به‌عنوان یک نماد نجیب و متشخص اسپانیایی به شهرت رسید و با استمرار تلاش‌هایش در عرصهٔ موسیقی محبوبیتش را همچنان تابه‌امروز حفظ کرده‌است. ایگلسیاس تاکنون، در جاهای گوناگون جهان، در حدود ۵۰۰۰ اجرای زنده برگزار کرده‌است. او در سال ۱۹۸۷ برندهٔ جایزهٔ گِرَمّیِ «بهترین اجرای لاتین پاپ» شده‌است. فرزندش انریکه ایگلسیاس از اواسط دههٔ ۱۹۹۰ میلادی وارد عرصهٔ خوانندگی شد.
او ۸ سپتامبر ۱۹۹۷ را نمی‌تواند فراموش کند؛ شب "ASCAP Awards". شبی که ترانه‌سرا و تهیه‌کنندهٔ لاتین به نام امیلیو استفان جایزهٔ بزرگ ASCAP Pied Piper را به وی اهدا کرد؛ جایزه‌ای بسیار معتبر. وی به‌عنوان اولین خوانندهٔ لاتین موفق به دریافت این جایزه شد و نامش به دیگر نامداران، مثل فرانک سیناترا، الا فیتزجرالد و باربارا استرایسند پیوست. به‌علاوه، شهردار میامی، «جو کارلو» آن روز را در میامی «روز خولیو نامگذاری کرده‌است
گفته شده که او ترانهٔ باور کن از گوگوش را اجرا کرده، که این گفته شایعه‌ای بیش نیست اما برخی اذعان دارند که این ادعاها حقیقت دارد زیرا این ترانه احتمالاً توسط Vache Artashesi Hovsepyan خواننده معروف ارمنی که به Vatche معروف است، اجرا شده بود.
خولیو را بزرگ‌ترین خواننده اسپانیایی همه دوران و پسرش انریکه را بزرگ‌ترین خواننده اسپانیایی و همچنین لاتینو قرن بیست و یکم می‌دانند!

## آلبوم‌ها
- 1969: Yo Canto
- 1972: Un Canto a Galicia
- 1973: Soy
- 1974: A Flor de Piel
- 1975: A México
- 1975: El Amor
- 1976: America
- 1977: A mis 33 años
- 1978: Aimer La Vie
- 1978: Emociones
- ۱۹۷۹: À vous les femmes
- 1980: Hey
- 1980: Sentimental
- 1981: De niña a mujer
- 1981: Fidèle
- 1982: Et l'amour crea la femme
- 1982: Momentos
- 1984: 1100 Bel Air Place
- 1985: Libra
- 1987: Un Hombre Solo
- 1987: Tutto l'amore che ti manca
- 1988: Non-Stop
- 1989: Raíces
- 1990: Starry Night (اوج شهرت وی)
- 1994: Crazy
- 1995: La Carretera
- 1996: Tango
- 1998: Mi Vida: Grandes Éxitos
- 2000: Noche De Cuatro Lunas
- 2001: Ao Meu Brasil
- 2003: Divorcio
- 2005: L'Homme que je suis
- 2015: México

## خانواده
فرزند وی، انریکه ایگلسیاس، خواننده و ترانه‌سرای مشهور است. همچنین، همسر وی، ایزابل پریسلر، یک روزنامه‌نگار فیلیپینی بود که در سال ۱۹۷۸ (در سه‌سالگی انریکه) از هم جدا شدند.